# Gold Rush
Gold Rush (BR/PT: Febre do Ouro) (antes Estados Unidos: Gold Rush Alaska) é um reality show da tv americana que vai ao ar no Discovery Channel. Começou a ser exibida nos Estados Unidos em 3 de dezembro de 2010.
A série segue os esforços de mineração de ouro de várias equipes de mineração, principalmente no Klondike região de Dawson City, Yukon, Canadá. Originalmente estrelada pelo minerador novato Todd Hoffman logo após a crise econômica global de 2008.
Muitos americanos, como os membros da equipe Hoffman, perderam seus empregos e estavam procurando maneiras de se reerguer financeiramente. A mineração de ouro no Alasca e no Yukon (Canadá) era vista como uma chance de "apostar tudo" e encontrar uma saída para a ruína financeira. Isso deu um apelo muito grande à série, pois muitas pessoas se identificavam com a situação dos personagens.

## Resumo
| Temporada | 1                 | 2                | 3               | 4                  | 5                  | 6                  | 7                    | 8                  | 9                  | 10                 | 11                 | 12                 | 13                 | 14                |
| --------- | ----------------- | ---------------- | --------------- | ------------------ | ------------------ | ------------------ | -------------------- | ------------------ | ------------------ | ------------------ | ------------------ | ------------------ | ------------------ | ----------------- |
| Hoffman   | 14,64 oz 0,406 kg | 93,5 oz 2,650 kg | 803 oz 22,76 kg | 2 oz 0,05 kg       | 1.349 oz 38,24 kg  | 3.032 oz 85,95 kg  | 1.100,77 oz 31,20 kg | 1.644 oz 46,60 kg  | -                  | -                  | -                  | -                  | -                  | -                 |
| Schnabel  | -                 | 34 oz 0,963 kg   | 191 oz 5,414 kg | 1.029 oz 29,171 kg | 2.538 oz 71,951 kg | 3.372 oz 95,594 kg | 4.311 oz 122,21 kg   | 6.280 oz 178,03 kg | 7.427 oz 210,55 kg | 7.223 oz 204,76 kg | 7.504 oz 212,76 kg | 8.309 oz 235,55 kg | 8.118 oz 230,14 kg | 7.381 oz 229,5 kg |
| Hurt      | -                 | 80,4 oz 2,279 kg | 163 oz 4,620 kg | 280 oz 7,937 kg    | -                  | -                  | -                    | -                  | -                  | -                  | -                  | -                  | -                  | -                 |
| Beets     | -                 | -                | -               | -                  | -                  | -                  | 2.176 oz 61,68 kg    | 3.659 oz 103,73 kg | 4.400 oz 124,73 kg | 2.259 oz 64,05 kg  | 3.030 oz 85,8 kg   | 4.620 oz 130,9 kg  | 5.295 oz 150,1 kg  | 3.054 oz 95,1 kg  |
| Ness      | -                 | -                | -               | -                  | -                  | -                  | -                    | -                  | 1.105 oz 31,3 kg   | 547 oz 15,5 kg     | 1.080 oz 30,6 kg   | 2.047 oz 58 kg     | -                  | 1.125 oz 35,0 kg  |
| Lewis     | -                 | -                | -               | -                  | -                  | -                  | -                    | -                  | -                  | -                  | 6.39 oz 0.181 kg   | 110 oz 3,1 kg      | 157 oz 4,4 kg      | -                 |
| Clayton   | -                 | -                | -               | -                  | -                  | -                  | -                    | -                  | -                  | -                  | -                  | -                  | 168 oz 4,7 kg      | -                 |
| McCaughan | -                 | -                | -               | -                  | -                  | -                  | -                    | -                  | -                  | -                  | -                  | -                  | -                  | 1.565 oz 48,7 kg  |

### 1ª temporada
A primeira temporada contou com seis homens de Sandy, Oregon (uma pequena cidade 30 milhas ao sudeste de Portland), que, devido à crise econômica, perderam seus empregos. Eles decidiram apostar tudo numa expedição à Porcupine Creek, no Alasca (59° 24′ 35″ N, 136° 14′ 23″ O) na expectativa de ouro. A maioria das pessoas do reality têm pouca ou nenhuma experiência em mineração de ouro e devem aprender no próprio trabalho.

### 2ª temporada
Na 2ª temporada, Todd perdeu um pagamento de arrendamento, e "Dakota" Fred Hurt comprou a reivindicação ao proprietário Earl Foster, não precisando quebrar o contrato de arrendamento devido ao pagamento perdido. Nessa temporada a equipe de Hoffmans explora um nova mina em Quartz Creek (63° 49′ 52,85″ N, 139° 00′ 53,14″ O), na região de Klondike em Yukon, Canadá, bem como a operação de "Dakota" Fred no local original da mina dos Hoffmans, Porcupine Creek, e Parker Schnabel tenta minerar na propriedade de seu avô na Big Nugget Mine (br: Mina da Pepita Grande).

### 3ª temporada
A terceira temporada começou em outubro de 2012. A equipe Hoffman voltou para o Klondike, mais uma vez ao Creek Quartzo, mas também trouxe tripulantes adicionais para trabalhar simultaneamente em outro local da área para tentar chegar a uma meta de 1.000 onças. Parker Schnabel retornou ao local da Mina da Pepita Grande com equipamentos maiores e mais eficientes enquanto "Dakota" Fred Hurt e sua equipe retornou ao local Porcupine Creek.

### 4ª temporada
A quarta temporada começou a ser exibida em agosto de 2013 e começou com um episódio de pré-temporada chamado "The Dirt", com entrevistas de todas as equipes de destaque na terceira temporada. "Gold Rush: South America" apresenta a equipe de Hoffman na América do Sul, Parker Schnabel minerará na nova terra com o mentor Tony Beet e Dakota Fred Hurt e seu filho Dustin minerarão em Cahoon Creek, uma pós área glacial de difícil acesso, só minada com picaretas no final de 1800.

### 5ª temporada
A estreia da quinta temporada de Gold Rush teve duração de duas horas, na sexta-feira, 17 de outubro de 2014, com o The Dirt às 8:00 no Discovery Channel. Até o final da temporada, Parker extraiu quase 72 quilos, totalizando menos de US $ 3 milhões e Hoffmans extraiu 38 quilos totalizando pouco mais de US $ 1,6 milhão.

### 6ª temporada
A estreia da sexta temporada de Gold Rush de duas horas nos EUA foi em 16 de outubro de 2015, às 9:00 da noite no Discovery Channel. Ao final da temporada, a draga de Tony tira pouco mais de 20 quilos, Parker conseguiu 95 quilos no valor de quase US $ 3,5 milhões, enquanto os Hoffmans extraíam quase 86 quilos no valor de mais de US $ 3 milhões.

### 7ª temporada
A temporada 7 estreou em 14 de outubro de 2016. Teve como aspectos a grande aposta dos Hoffmans, a continuação da draga nova e a compra de mais uma por Tony e a maior temporada para Parker. Ao final da temporada, no último e 21º episódio são totalizados 61,6 quilos pela família de Tony, superando a meta de 56 quilos; 122 quilos na equipe de Parker, superando a meta de 113 quilos. Na equipe dos Hoffmans a nova meta de 28 quilos foi superada e é suficiente para pagar a equipe.

### 8ª temporada
A temporada 8 estreou em 13 de outubro de 2017. Teve o início da exibição dos episódios na Discovery Channel Brasil em 09 de janeiro 2018 as 23:10.

### 9ª Temporada
Estreou em 12 de outubro de 2018.

### 10ª Temporada
Estreou em 11 de outubro de 2019. 

### 11ª Temporada
Estreou em 23 de outubro de 2020.

### 12ª Temporada
Estreou em 24 de setembro de 2021. 

### 13ª Temporada
Estreou em 30 de setembro de 2022.

### 14ª Temporada
Estreou em 29 de setembro de 2023.

### 15ª Temporada
Estreou em 8 de novembro de 2024.

## Elenco
| Temporada    | Nome            | Detalhes |
| ------------ | --------------- | --- |
| 1 - 8        | Todd Hoffman    | Inspirado pelas aventuras da mineração de ouro de seu pai na década de 1980. |
| 1 - 8        | Jack Hoffman    | Pai de Todd, ele já extraiu ouro no Alasca há 25 anos e se junta à equipe para uma segunda chance de viver seu sonho.                                                                                     |
| 1 - 8        | Jim Thurber     | Amigo da familia Hoffman que se junta a eles no sonho de enriquecer |
| 2 - presente | Parker Schnabel | Parker recebeu a mina Big Nugget (Pepita Grande) na temporada 2, quando seu avô, John Schnabel, decidiu se aposentar. Ele estrelou como convidado e apareceu dando conselhos na primeira temporada.       |
| 2 - presente | Roger Schnabel  | Pai de Parker Schnabel. Ele é parte integrante da família Schnabel, que possui uma longa história na mineração de ouro no Alasca.                                                                         |
| 2 - presente | Gary Grogan     | Gary Grogan é um membro da equipe de mineração de Parker Schnabel. Ele é uma figura familiar para os fãs da série, sendo um dos operadores e mecânicos que trabalham nas operações de Parker no Klondike. |
| 1 - presente | Freddy Dodge    | Freddy Dodge é uma figura muito respeitada e um dos especialistas em ouro mais conhecidos da america do norte.                                                                                            |
| 2 - presente | Tony Beets      | Conhecido como o "Rei do Klondike", ele é um minerador de ouro holandês-canadense com uma das maiores e mais bem-sucedidas operações de mineração de ouro em larga escala no território do Yukon, Canadá. |
| 1 - presente | Chris Doumitt   | Chris Doumitt é um dos membros mais queridos e duradouros do elenco. Ele é amplamente reconhecido por sua ética de trabalho, seu senso de humor e sua lealdade.                                           |

| Temporada | Nome                          | Detalhes |
| --------- | ----------------------------- | --- |
| 1         | Jimmy Dorsey                  | O Jimmy Dorsey de "Febre do Ouro" era um corretor de imóveis que se juntou ao grupo de Todd Hoffman na esperança de mudar de vida através da mineração. Ele teve uma participação marcante, mas também enfrentou desafios e tensões com a equipe, chegando a se envolver em um desentendimento com Greg Remsburg.                                                   |
| 1-2       | James Harness                 | James Harness foi uma figura notável nas primeiras temporadas de "Febre do Ouro" (Gold Rush) no Discovery Channel. Ele era o mecânico da equipe original de Todd Hoffman. |
| 1         | Earle Foster                  | Earle Foster foi o proprietário da reivindicação de Porcupine Creek, a mina onde a equipe de Todd Hoffman tentou minerar ouro nas primeiras temporadas de "Febre do Ouro" (Gold Rush). |
| 1,5       | Michael Halstead              | Michael Halstead é outro nome que os fãs de "Febre do Ouro" (Gold Rush) podem se lembrar das primeiras temporadas, principalmente associado à equipe de Todd Hoffman. |
| 3         | Wayne "Nugget Brain" Peterson | Ele é um minerador de ouro experiente e ficou conhecido por sua habilidade em encontrar pepitas (nuggets) e por sua intuição na busca por ouro, o que lhe rendeu o apelido de "Nugget Brain". |
| 3         | Jason Otteson                 | Jason Otteson é uma figura conhecida no universo de "Febre do Ouro" (Gold Rush), especialmente por sua participação como investidor e proprietário de minas nas primeiras temporadas da série principal. |
| 1-4       | "Dakota" Fred Hurt            | Fred Hurt foi uma das figuras mais icônicas e respeitadas do universo de Febre do Ouro. Ele era conhecido por sua experiência em mineração, sua resiliência e, especialmente, por sua busca por ouro em condições extremas."Dakota" Fred faleceu em 11 de julho de 2023, um dia após seu aniversário de 80 anos. A causa da morte foi câncer cerebral em estágio 4. |
| 2-4       | Dustin Hurt                   | Dustin Hurt é uma figura central no universo de "Febre do Ouro" (Gold Rush), especialmente conhecido por seu trabalho ao lado de seu falecido pai, "Dakota" Fred Hurt, e por liderar sua própria equipe de mineração em condições extremas. |
| 3-4       | Melody Tallis                 | Melody Tallis é uma mineradora de ouro que apareceu em algumas temporadas de "Febre do Ouro" (Gold Rush) |
| 1-5       | Greg Remsburg                 | Greg Remsburg é um dos rostos mais reconhecíveis e um dos membros originais da equipe de Todd Hoffman nas primeiras temporadas de "Febre do Ouro" (Gold Rush). Ele era um amigo de longa data de Todd e se juntou à aventura de mineração de ouro no Alasca após a crise econômica, buscando uma nova chance.                                                       |
| 2-8       | Dave Turin                    | Dave Turin, também conhecido como "Dozer Dave" por sua experiência com escavadeiras e equipamentos pesados, é uma das figuras mais proeminentes e duradouras do universo "Febre do Ouro" (Gold Rush). |
| 1-6       | John Schnabel                 | Dono da Big Nugget Mine (Mina da Pepita Grande) e avô de Parker Schnabel e Payson Schnabel. Ele morreu dormindo em 18 de março de 2016. |

## Dublagem brasileira
- Estúdio de dublagem: Vox Mundi [2]